# Академическая гребля на летних Паралимпийских играх 2012 — двойки (смешанные)
Соревнования среди женщин проходилис 31 августа до 2 сентября 2012 года. Участвовало 24 спортсмена из 12 стран.

## Соревнование

### Предварительный этап
Победители двух заездов напрямую проходят в финал соревнований. Остальные спортсмены попадают в утешительные заезды, где будут разыграны ещё четыре места в финале.

#### Заезд 1
| Место | Гребцы                        | Страна         | Время   | Notes |
| ----- | ----------------------------- | -------------- | ------- | ----- |
| 1     | Перль Буж Стефан Тардье       | Франция        | 4:00.00 | Q     |
| 2     | Николас Бейтон Саманта Скоуэн | Великобритания | 4:03.23 |       |
| 3     | Гэвин Беллис Кэтрин Росс      | Австралия      | 4:05.10 |       |
| 4     | Жозиан Лима Исаак Рибейро     | Бразилия       | 4:13.54 |       |
| 5     | Михал Гадовски Иоланта Павляк | Польша         | 4:13.97 |       |
| 6     | Ольга Соколов Реувен Магнаджи | Израиль        | 4:18.45 |       |

#### Заезд 2
| Место | Гребцы                             | Страна     | Время   | Notes |
| ----- | ---------------------------------- | ---------- | ------- | ----- |
| 1     | Лу Сяосянь Фэй Тяньминь            | Китай      | 3:54.92 | Q     |
| 2     | Оксана Мастерс Роб Джонс           | США        | 4:01.00 |       |
| 3     | Даниэле Стефанони Сильвия де Мария | Италия     | 4:02.17 |       |
| 4     | Ирина Кириченко Дмитро Иванов      | Украина    | 4:07.30 |       |
| 5     | Алёна Александрович Максим Мятлов  | Белоруссия | 4:28.32 |       |
| 6     | Надежда Андреева Фёдор Левин       | Россия     | 4:44.08 |       |

### Утешительный этап
Спортсмены, занявшие в каждом заезде два первых места, проходят в финал А соревнований. 

#### Заезд 1
| Место | Гребцы                             | Страна         | Время   | Notes   |
| ----- | ---------------------------------- | -------------- | ------- | ------- |
| 1     | Николас Бейтон Саманта Скоуэн      | Великобритания | 4:05.91 | Q       |
| 2     | Даниэле Стефанони Сильвия де Мария | Италия         | 4:07.60 | Q       |
| 3     | Жозиан Лима Исаак Рибейро          | Бразилия       | 4:12.11 | Финал B |
| 4     | Ольга Соколов Реувен Магнаджи      | Израиль        | 4:20.20 | Финал B |
| 5     | Алёна Александрович Максим Мятлов  | Белоруссия     | 4:38.62 | Финал B |

#### Заезд 2
| Место | Гребцы                        | Страна    | Время   | Notes   |
| ----- | ----------------------------- | --------- | ------- | ------- |
| 1     | Оксана Мастерс Роб Джонс      | США       | 4:05.77 | Q       |
| 2     | Гэвин Беллис Кэтрин Росс      | Австралия | 4:06.19 | Q       |
| 3     | Ирина Кириченко Дмитро Иванов | Украина   | 4:07.99 | Финал В |
| 4     | Михал Гадовски Иоланта Павляк | Польша    | 4:17.47 | Финал B |
| 5     | Надежда Андреева Фёдор Левин  | Россия    | 4:47.34 | Финал B |

### Финалы

#### Финал В
| Место | Гребцы                            | Страна     | Время   |
| ----- | --------------------------------- | ---------- | ------- |
| 1     | Ирина Кириченко Дмитро Иванов     | Украина    | 4:09.69 |
| 2     | Жозиан Лима Исаак Рибейро         | Бразилия   | 4:10.83 |
| 3     | Ольга Соколов Реувен Магнаджи     | Израиль    | 4:14.90 |
| 4     | Михал Гадовски Иоланта Павляк     | Польша     | 4:17.47 |
| 5     | Алёна Александрович Максим Мятлов | Белоруссия | 4:36.95 |
| 6     | Надежда Андреева Фёдор Левин      | Россия     | 4:48.36 |

#### Финал A
| Место | Гребцы                             | Страна         | Время   |
| ----- | ---------------------------------- | -------------- | ------- |
| 1     | Лу Сяосянь Фэй Тяньминь            | Китай          | 3:57.63 |
| 2     | Перль Буж Стефан Тардье            | Франция        | 4:03.06 |
| 3     | Оксана Мастерс Роб Джонс           | США            | 4:05.56 |
| 4     | Николас Бейтон Саманта Скоуэн      | Великобритания | 4:05.77 |
| 5     | Гэвин Беллис Кэтрин Росс           | Австралия      | 4:06.17 |
| 6     | Даниэле Стефанони Сильвия де Мария | Италия         | 4:09.39 |